# Joshua Oluwayemi
Joshua Oluwayemi (Londres, Inglaterra, Reino Unido, 13 de marzo de 2001) es un futbolista nigeriano que juega en la posición de portero y su equipo es el Wellington Phoenix F. C. de la A-League de Australia.

## Trayectoria
Tras empezar a formarse como futbolista en las categorías inferiores del Tottenham Hotspur, el 16 de octubre de 2020 fue cedido al Maidenhead United F. C. hasta final de temporada.

## Selección nacional
Oluwayemi fue convocado el 4 de julio de 2021 para disputar el partido amistoso frente a México.

## Estadísticas

### Clubes
| Club                                      | Div.          | Temporada     | Liga  | Liga  | Copas nacionales | Copas nacionales | Torneos internacionales | Torneos internacionales | Total | Total |
| Club                                      | Div.          | Temporada     | Part. | Goles | Part.            | Goles            | Part.                   | Goles                   | Part. | Goles |
| ----------------------------------------- | ------------- | ------------- | ----- | ----- | ---------------- | ---------------- | ----------------------- | ----------------------- | ----- | ----- |
| Tottenham Hotspur F. C. sub-23 Inglaterra | Rva.          | 2019-20       | 5     | 0     | 0                | 0                | 0                       | 0                       | 5     | 0     |
| Tottenham Hotspur F. C. sub-23 Inglaterra | Rva.          | 2020-21       | 12    | 0     | 0                | 0                | 0                       | 0                       | 12    | 0     |
| Tottenham Hotspur F. C. sub-23 Inglaterra | Total club    | Total club    | 17    | 0     | 0                | 0                | 0                       | 0                       | 17    | 0     |
| Maidenhead United F. C. Inglaterra        | 5.ª           | 2020-21       | 1     | 0     | 0                | 0                | 0                       | 0                       | 1     | 0     |
| Maidenhead United F. C. Inglaterra        | Total club    | Total club    | 1     | 0     | 0                | 0                | 0                       | 0                       | 1     | 0     |
| Total carrera                             | Total carrera | Total carrera | 18    | 0     | 0                | 0                | 0                       | 0                       | 18    | 0     |